# Комсомольский (Красноярский край)
Комсомольский—поселок  в Идринском районе Красноярского края в составе Большесалбинского сельсовета.

## География
Находится  примерно в  18 километрах по прямой на восток-юго-восток от районного центра села Идринское.

## Климат
Климат резко - континентальный с холодной зимой и жарким летом, суровый, с большими годовыми и суточными амплитудами температуры. Максимальная высота снежного покрова 46 см. Среднемесячная температура января -21,1 ºС, июля +18,4 ºС. Продолжительность безморозного периода составляет 100 дней. Средняя дата последнего заморозка – 29 мая, первого заморозка – 7 сентября. Вегетационный период (с температурами выше +5ºС) длится 157 дней. Годовая сумма осадков составляет 387 мм, причем большая ее часть выпадает в теплый период года (81 % от годовой суммы).

## Население
Постоянное население составляло 56 человек в 2002 году (95% русские),  39 в 2010.